# 小野芝麻
小野芝麻（学名：Galeobdolon chinense）为唇形科小野芝麻属下的一个种。

## 扩展阅读
- 維基物種上的相關：小野芝麻